# Frontière entre le Dakota du Sud et le Wyoming
La frontière entre le Dakota du Sud et le Wyoming est une frontière intérieure des États-Unis délimitant les territoires du Dakota du Sud à l'est et du Wyoming à l'ouest.
Son tracé rectiligne sur une orientation nord-sud, qui suit le 104e méridien ouest de son intersection avec le 45e parallèle nord jusqu'au 43e parallèle nord.

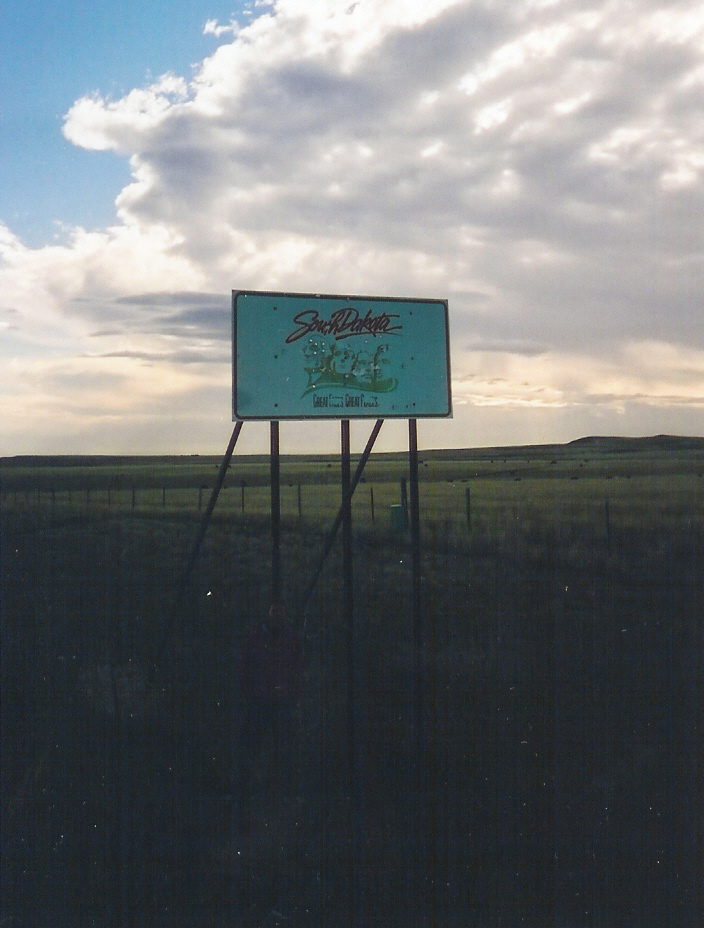
Entrée au Dakota du Sud depuis le Wyoming.